# Église Saint-Pierre d'El Serrat
L'église Saint-Pierre (catalan : església de Sant Pere) est un édifice religieux catholique situé dans le village d'El Serrat (paroisse d'Ordino), en Andorre.

## Historique
La construction a probablement eu lieu entre le XVIe siècle et le XVIIe siècle. La première mention à l'église date de 1619.

## Architecture
Le style architectural dominant est le baroque. L'église possède un plan de base rectangulaire et sa façade principale est orientée vers le sud-est. Un retable baroque dédié à saint Pierre se trouve à l'intérieur de l'église, daté du XVIe siècle ou XVIIe siècle.